# Complutia
Complutia là một chi bướm đêm thuộc họ Erebidae.